# Mir-2

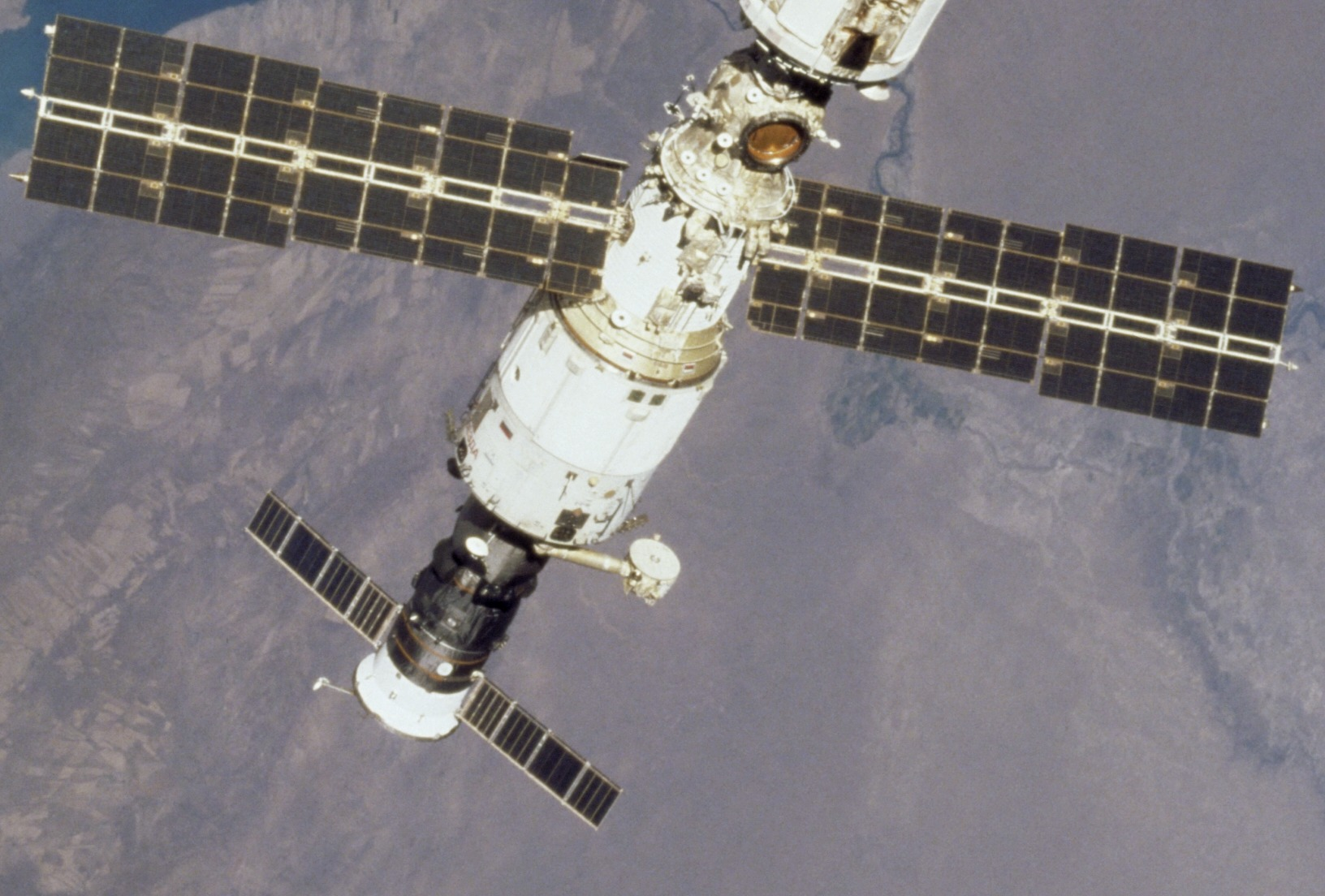
Módulo básico da estação "Mir-2" com a cápsula «Progress М1-3» acoplada.

A Mir-2 foi um projeto de estação espacial que começou em fevereiro de 1976. Alguns dos módulos fabricados para a Mir 2 foram incorporados à Estação Espacial Internacional (EEI).

## História do projeto
O projeto passou por muitas mudanças, mas sempre foi baseada no módulo central da estação espacial, o bloco DOS-8, derivado do Design das estações Salyut. Foi construído como reserva para o bloco base DOS-7 usado na estação Mir. Finalmente, o bloco base DOS-8 foi usado como o módulo Zvezda da EEI. Sua linha de design se retrocede as estações Salyut originais.
Em novembro de 1993 o projeto da Mir-2 foi incorporado na Estação Espacial Internacional.
Os elementos russos da Estação Espacial Internacional incluem:
- Zarya FGB, o primeiro componente lançado. Este foi um módulo com um sistema de propulsão derivado da nave TKS construído pela KB Salyut com financiamento estadunidense.
- Módulo de serviço Zvezda - esta é a estação DOS-8, que foi lançada como o terceiro módulo principal da EEI em julho de 2000.
- SO-1 (Câmara Pirs) - Um módulo de acoplagem originalmente projetado para o Buran/Mir-2. Foi adicionado à estação em setembro de 2001.